# Euneomys petersoni
Euneomys petersoni és una espècie de mamífer rosegador de la família dels cricètids. Viu a l'Argentina i Xile. El seu hàbitat natural són les zones rocoses, des del nivell del mar fins a les muntanyes de l'estepa patagona. És una espècie en risc mínim, és a dir, no sembla que hi hagi cap amenaça significativa per a la seva supervivència.
L'espècie fou anomenada en honor del paleontòleg estatunidenc Olaf August Peterson.